# Kaesong
Kaesong (hangul: 개성특급시; hanja: 開城特級市; rr: Gaeseong-Teukgeupsi) é uma cidade histórica da Coreia do Norte, situada no extremo sul do país, perto da fronteira com a Coreia do Sul. Junto a Kaesong encontra-se o único complexo industrial do país em conjunto com empresas estrangeiras.
É uma das duas principais cidades da província de Hwanghae, em conjunto com a capital Sariwon. Ambas possuem mais de 300.000 habitantes.

## História

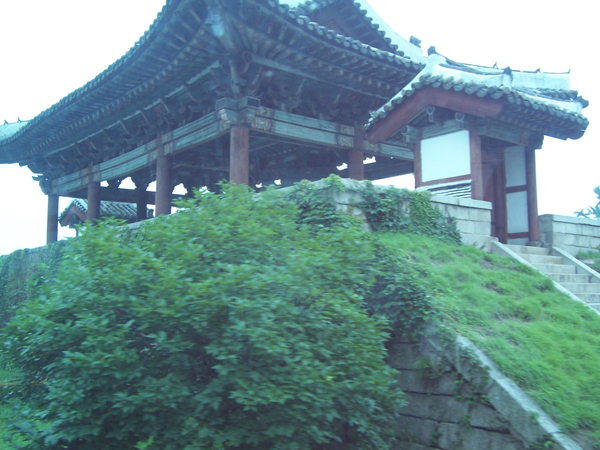
Templo Anhwa.

As origens da cidade são incertas, emboras as primeiras notícias de sua existência foram encontradas durante a Dinastia Goryeo, que tinha a sua origem aqui.
Quando Yi Songgye destronou a dinastia Goryeo em 1392 e estabeleceu o reino da Coreia, transladou a capital de Kaesong para Hanyang (hoje em dia Seul). Kaesong seguiu sendo parte da província de Kyonggi até a Guerra da Coreia. Em 1951 a cidade (que pertencia à Coreia do Sul) foi conquistada pela Coreia do Norte. Os arredores da cidade também passaram a ser nortecoreanos e a zona foi renomeada como Região de Kaesong (Kaesŏng Chigu; 개성 지구;开城地区). 
Em 2002 a Região Industrial de Kaesong foi adicionada a Kaesong. E em 2003 o resto de Kaesong passou a formar a província de Hwanghae do Norte.
A cidade é próxima da Zona Desmilitarizada da Coreia que divide as duas Coreias. Quando a Coreia era dividida pelo paralelo 38, depois da Segunda Guerra Mundial, Kaesong ficava do lado sul da fronteira (dentro da Coreia do Sul). Kaesong, dependendo da perspectiva, é a única cidade ocupada pela Coreia do Norte, ou a única cidade liberada pelo Exército Norte-coreano

## Geografia
Localizada numa altitude de 489 metros, no centro da Península da Coreia, faz fronteira com a província de Kyonggi a leste, a província de Hwanghae do Norte ao norte, a província de Hwanghae do Sul ao Sul e a província de Kangwon a oeste. Kaesong encontra-se ao sul da Coreia do Norte, perto de um rio estreito. Cobre uma superfície de 1309 km²,  e a zona urbana é cercada pelas montanhas Songak (489 m) e Pongmyong (476 m).

### Clima
O clima de Kaesong é do tipo continental com quatro estações. A temperatura média anual é de 10,9 graus centígrados. A precipitação anual média encontra-se entre os 700 e 800ml. Os meses de inverno são frios e sem chuvas. No outono a cidade se vê ameaçada, muitas vezes, por tufões. Na primavera e outono as temperaturas são suaves e o clima agradável.

## Divisões administrativas

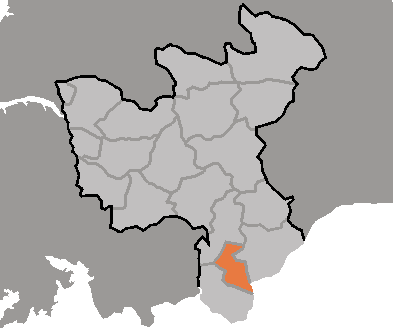
Localização de Kaesong em Hwanghae do Norte.

Em 2002 o governo dividiu a região de Kaesong na cidade de Kaesong e mais três condados:
- Kaesong-si(개성 시 开城市) Cidade de Kaesong
- Changpung-gun (장풍 군 长豊郡) Condado de Changpung
- Kaepung-gun (개풍군 开豊郡) Condado de Kaepung
- Panmun-gun (판문 군 板门郡) Condado de Panmun

Em 2003, Panmun-gun e parte de Kaesong-si foram separados da região de Kaesong e se fusionaram para formar a região industrial de Kaesong. A parte restante de Kaesong formou parte de Hwanghae do Norte em 2002. 

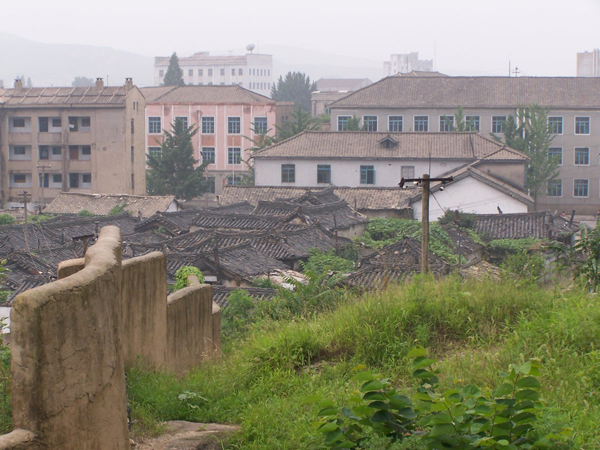
Zona residencial de Kaesong.

No começo a nova região foi chamada de Songdo, por ser a antiga capital de Goryeo.

## Demografia
Em 1921 a cidade tinha 37.000 habitantes e desde então, aumenta rapidamente, já que em 1935 chegou a mais de 54.000. Em 2005 a cidade chegou aos 338.000 habitantes. A expectativa de vida para os homens é de 68 anos e para as mulheres de 74 anos. A fome e descaso com a saúde reduziram consideravelmente a expectativa de vida. Hoje em dia a densidade populacional é de 101 habitantes por km².
Kaesong é etnicamente homogênea (mais de 99% é norte-coreana) e tem uma baixa percentagem de estrangeiros.
A tabela ilustra o crescimento populacional da cidade desde a época em que era uma província japonesa.
| Ano  | População |
| ---- | --------- |
| 1921 | 37.000    |
| 1929 | 45.000    |
| 1932 | 49.700    |
| 1935 | 54.400    |

| Ano  | População |
| ---- | --------- |
| 1967 | 140.000   |
| 1976 | 240.000   |
| 1981 | 259.000   |
| 2005 | 338.155   |

## Turismo
Os acontecimentos históricos ocorridos durante a Dinastia Goryeo (918-1392) converteram Kaesong em uma das cidades mais históricas da Coreia do Norte. As casas da parte baixa da cidade, de estilo coreano, são o lado oposto a arquitetura monumental da capital Pyongyang.
Tem dois hotéis na cidade onde os turistas podem se hospedar, o Hotel Kaesong e o Hotel Janamsan, de estilo tradicional.
A 14 quilômetros a sudoeste encontra-se a tumba do Rei Kongmin, trigésimo primeiro rei da dinastia Goryeo. Na estrada que leva à Pakyon, o viajante encontra a tumba do Rei Wan Kon (877-943), fundador da Dinastía Goryeo. Possui parques naturais, como por exemplo o Monte Songak.
Em 2005 500 turistas sul-coreanos entraram pela primeira vez em Kaesong, o que confirma as intenções do governo da Coreia do Norte de desenvolver o turismo desta região, bem como nas montanhas Kumgang.

### UNESCO
A UNESCO inscreveu os Monumentos e sítios históricos de Kaesong como Patrimônio Mundial por "testemunharem a história e cultural da Dinastia Goryeo durante os Séculos X a XIV... de valor crucial para a história da região"

## Economia

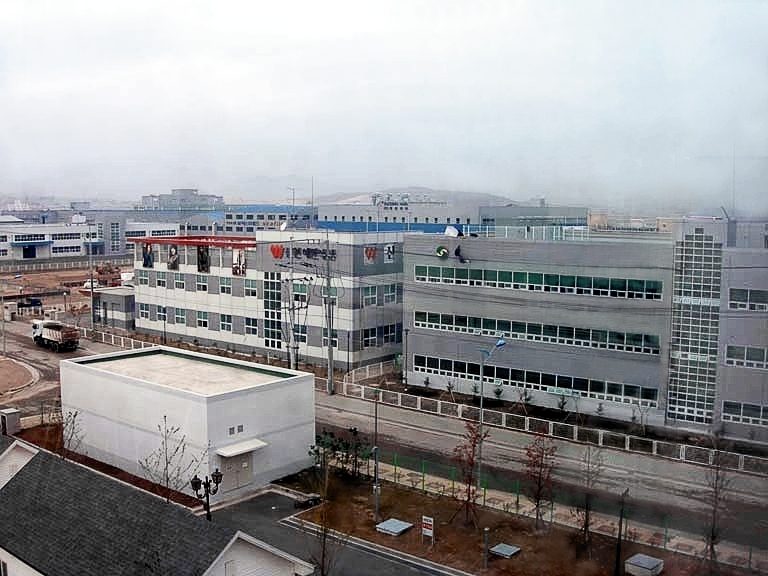
Zona industrial de Kaesong.

Além de ser conhecida como cidade do ginseng, pela grande produção local, Kaesong é o principal centro de indústria rápida da Coreia do Norte. Em 2004 foi construída a primeira fase de um parque industrial destinado a empresas estrangeiras, uma iniciativa única na política do regime comunista. Graças a isso, é a única cidade da Coreia do Norte onde existe cooperação econômica entre as duas Coreias, mesmo com algumas tensões entre os dois países, o que atrapalhou mas não pôs fim ao acordo.

## Cultura
A Universidade Goryeo, a Universidade Comunista e a Escola de Arte encontram-se em Kaesong. O museu de História de Kaesong tem muitas obras de arte Goryeo, relíquias culturais e as tumbas dos Reis Wanggon e Kongmin. Nas cercanias da cidade encontram-se os palácios das dinastias reais. Vinte e quatro quilômetros ao norte de Kaesong está a Quesa Pagyon e o Castelo Taehung.

## Cidades irmãs
- Belém do Pará - Brasil (1990)

- Cuzco - Peru (1990)

- Tacna - Peru (1996)

- Katmandu - Nepal (1992)

- Kioto - Japão (1999)

- Tirana - Albânia (1999)

- Hanoi - Vietnã (2000)

- Bombaim - Índia (2001)

- Cartagena - Colômbia (2002)